# 紀伊国分寺
紀伊国分寺（きいこくぶんじ）は、和歌山県紀の川市東国分にある新義真言宗の寺院。山号は八光山、院号は醫王院。本尊は薬師如来。
奈良時代に聖武天皇の詔により日本各地に建立された国分寺のうち、紀伊国国分寺の後継寺院にあたる。本項では現寺院とともに、創建当時の史跡である紀伊国分寺跡（国の史跡）・紀伊国分尼寺跡についても解説する。

## 概要
紀の川右岸の段丘上に位置し、本堂が創建時の国分寺の講堂跡に立っている。創建時の寺跡は国の史跡に指定され、史跡紀伊国分寺跡歴史公園として整備がなされている。また、隣接して紀の川市歴史民俗資料館がある。

## 歴史
聖武天皇の詔による建立とされるが、創建の記録は残っていない。『続日本紀』には天平勝宝8歳（756年）に紀伊国を含む26ヶ国の国分寺に対する法具頒布の記事がある。また『日本三代実録』には元慶3年（879年）2月22日に「紀伊国金光明寺」が火災により焼失したとある。しかしその後すぐに復興したものと見られ、『延喜式』には紀伊国分寺料として20,000束の記載がある。その後平安時代後期までは存在が確認されるが、中世に入ると衰退し文献への登場はなくなる。
一方、現・国分寺の経緯を伝える史料では、寛永4年（1628年）に無本寺から根来寺末になったといい、寛延4年（1751年）に藩寺社奉行の直轄下に入ったという。また、浅野氏時代には寺領4石5斗、徳川氏時代には3石2斗が与えられていたという。
昭和3年（1928年）2月7日、国の史跡に指定された。その後昭和48年（1973年）から昭和50年（1970年）の発掘調査によって寺域が二町四方（約218メートル四方）と判明し、伽藍配置・規模が確認された。その後、昭和60年（1985年）に国の史跡に追加指定された。

## 境内

本堂（市指定文化財）

現在の堂宇は、創建時の国分寺の講堂跡に立つ本堂のみである。本堂は江戸時代、元禄13年（1700年）の再建による。構造は桁行5間、梁間4間、棟高11.7メートル、本瓦葺入母屋造・重層屋根。外観は二階建てに見えるが、内部は一階である。平成4年（1992年）に講堂基壇中央の現在位置に移築された。この本堂は紀の川市の文化財に指定されている。

## 紀伊国分寺跡

正面の南門跡（手前）から金堂跡を望む

寺域は2町四方（約218メートル四方）。伽藍は南から南門・中門・金堂・講堂・軒廊（こんろう）・僧房が一直線に配置されている。また塔は金堂の東前方に、鐘楼と経蔵は金堂の後方に配置される。さらに、中門左右から出た回廊は金堂・塔・鐘楼・経蔵を内に囲んで講堂と接続していた。寺の東側は雑舎に当てられたものと推測されている。
塔は七重塔と推測され、一辺16.4メートルの瓦積基壇上に緑泥片岩製の心礎を始め全ての礎石が旧状を保っている。

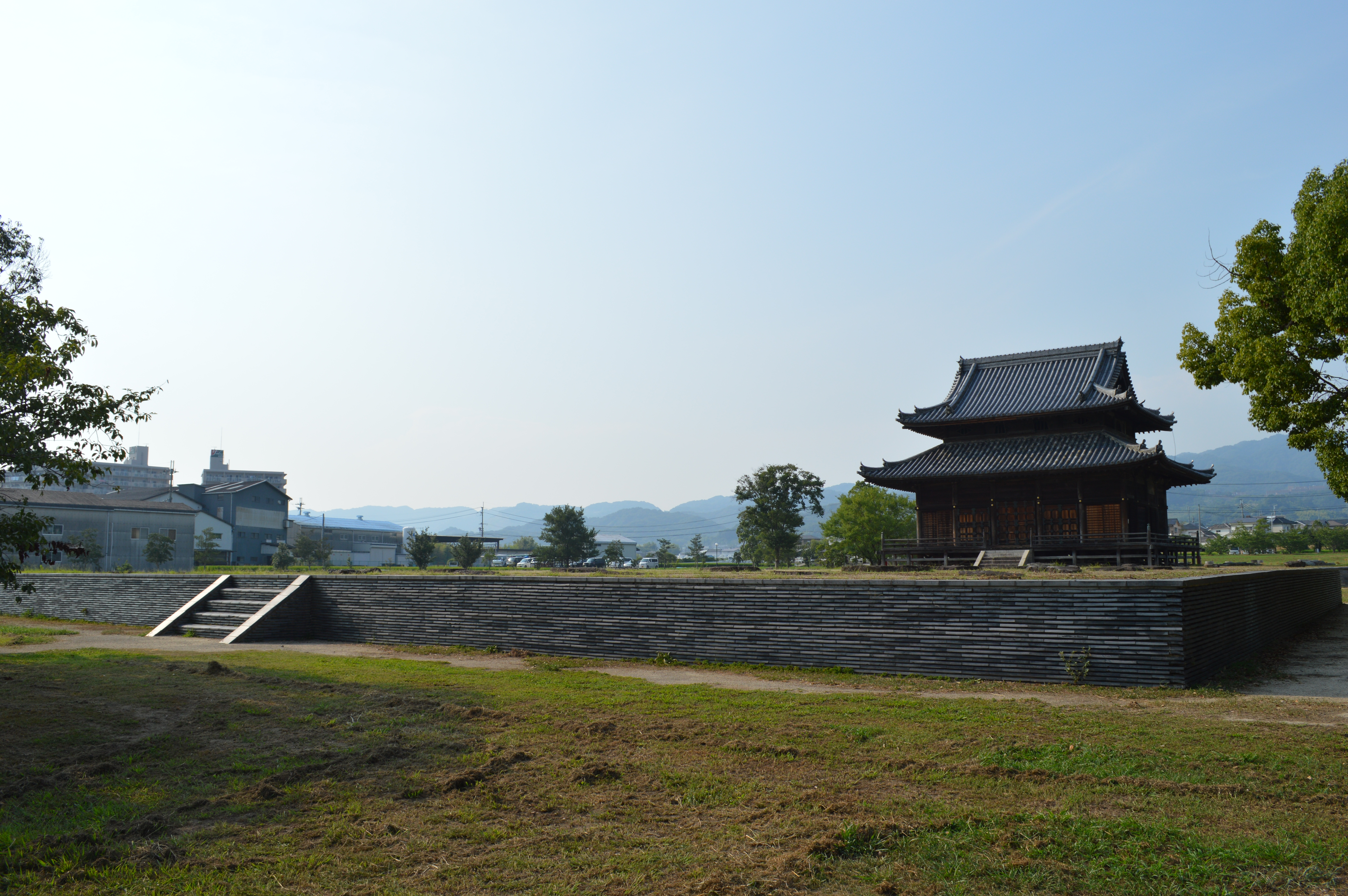
金堂跡
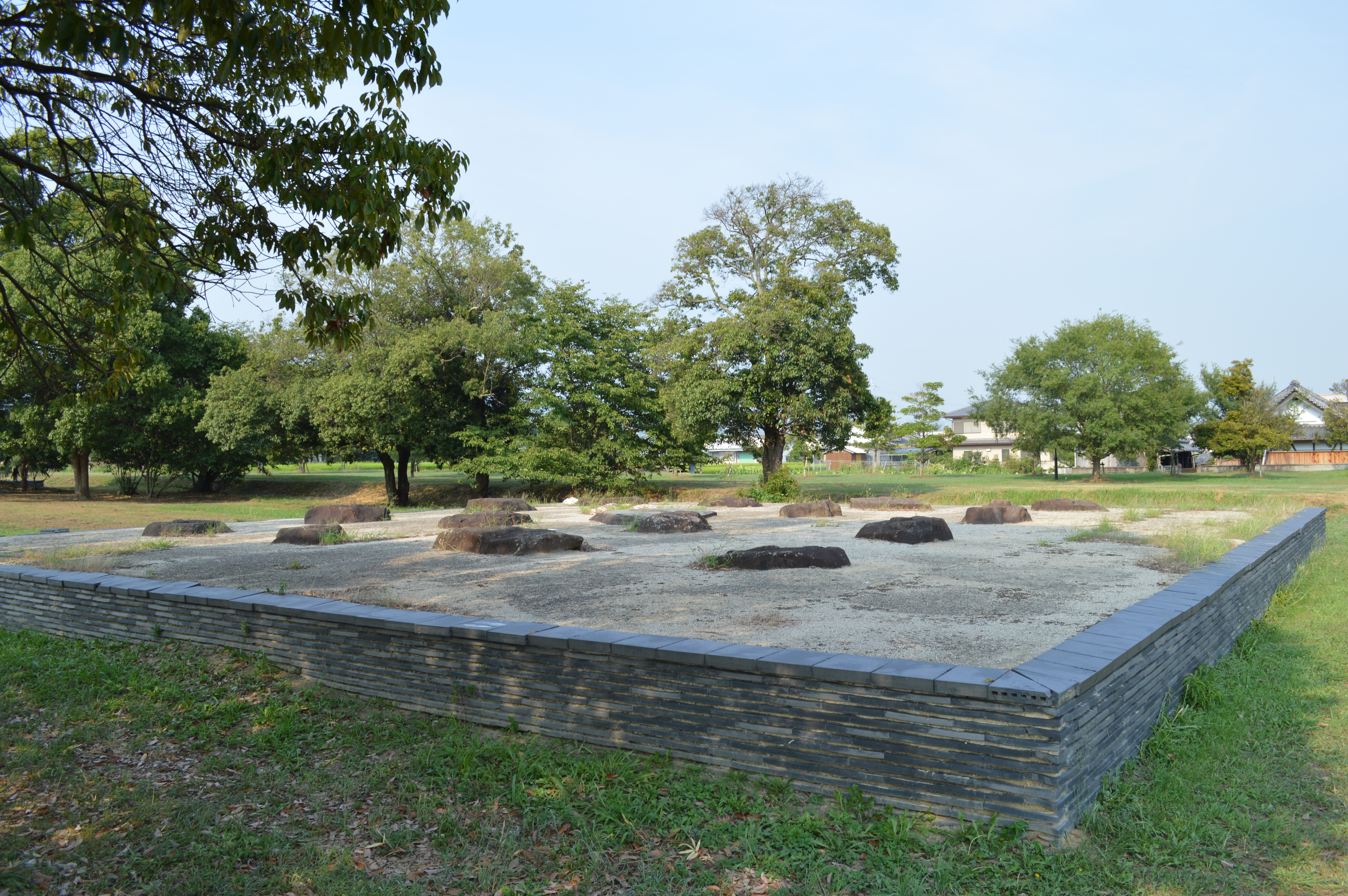
塔跡
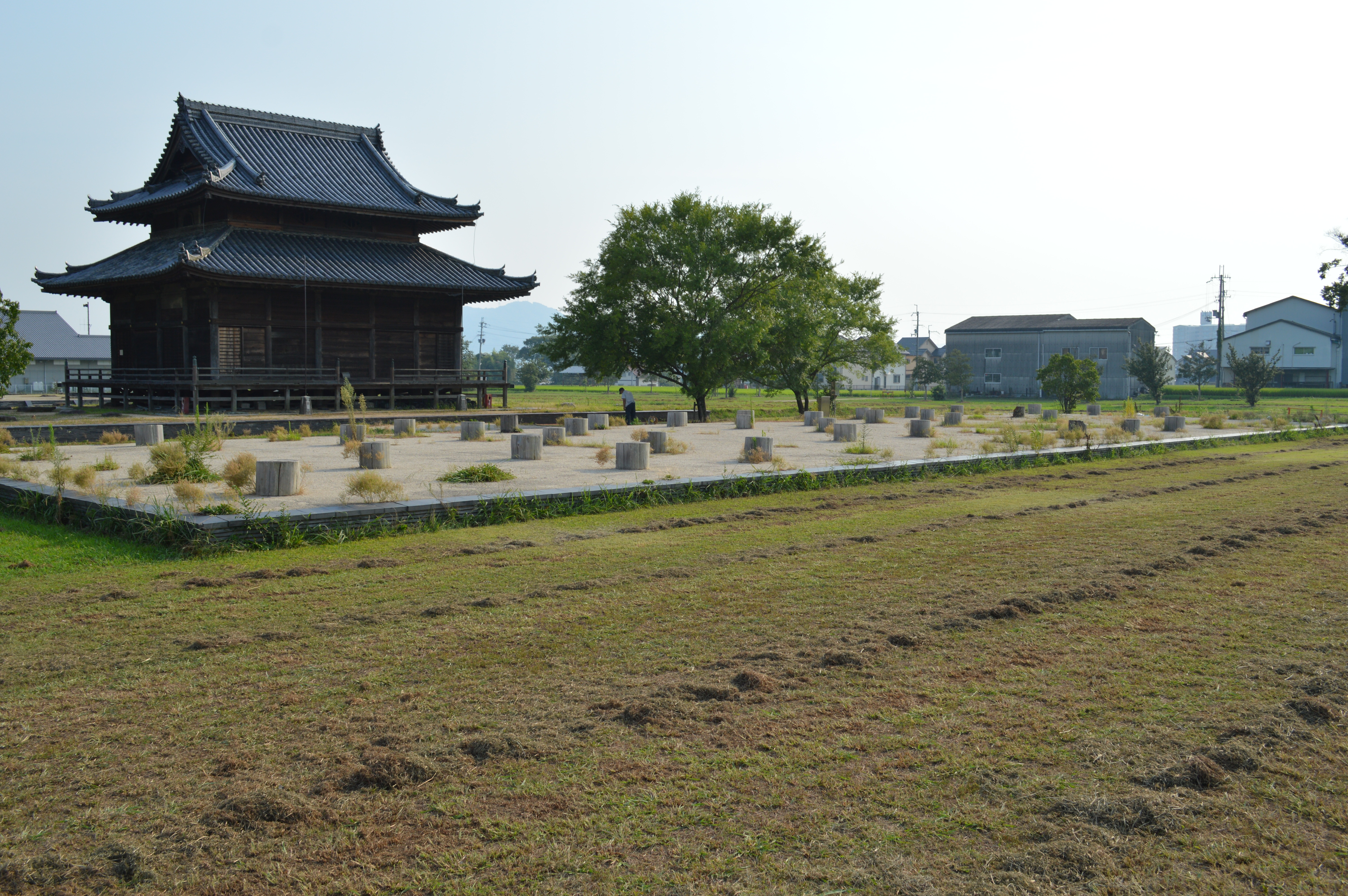
僧房跡
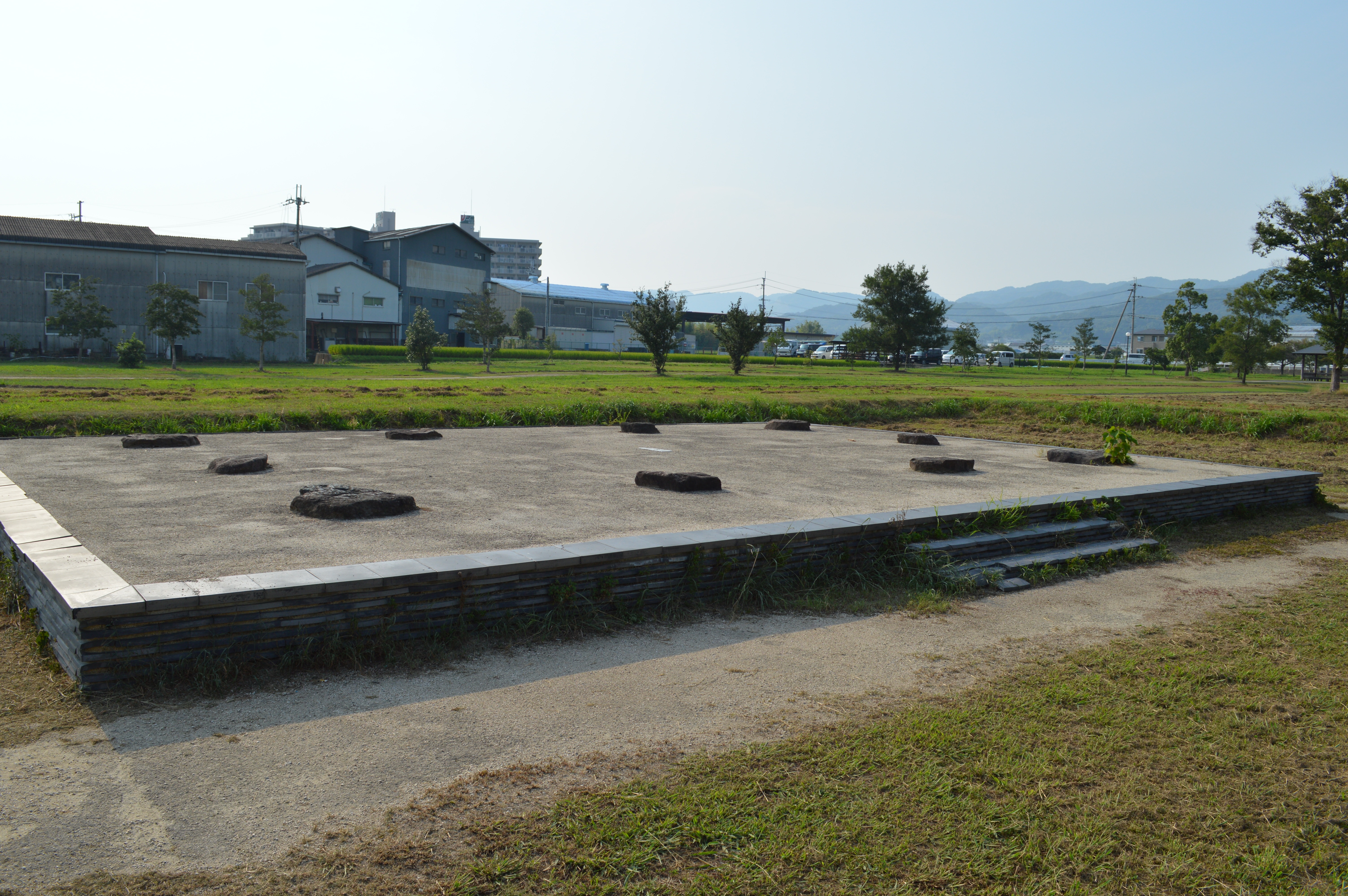
鐘楼跡
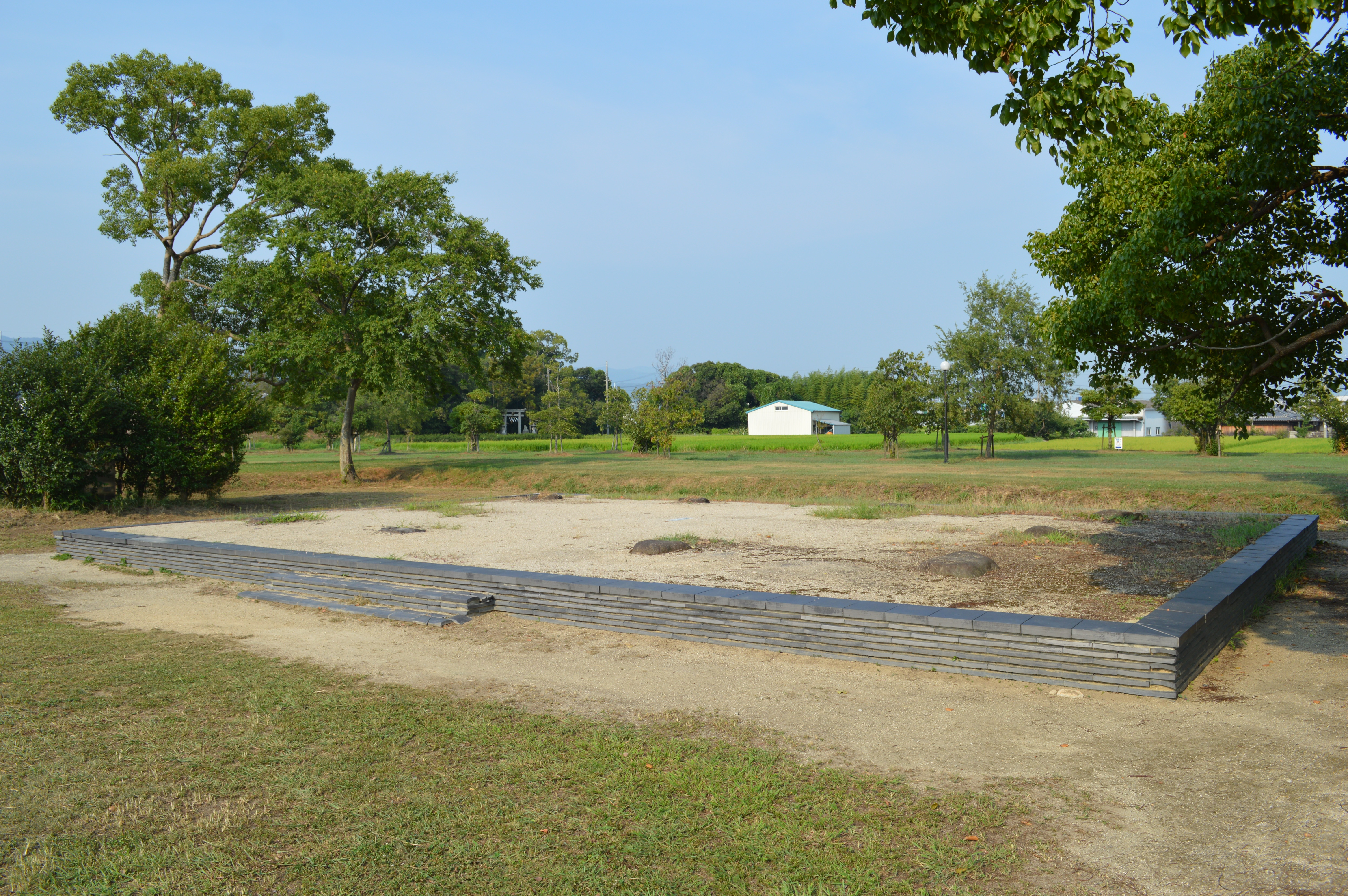
経蔵跡

## 紀伊国分尼寺
尼寺の所在・経緯は明らかでない。

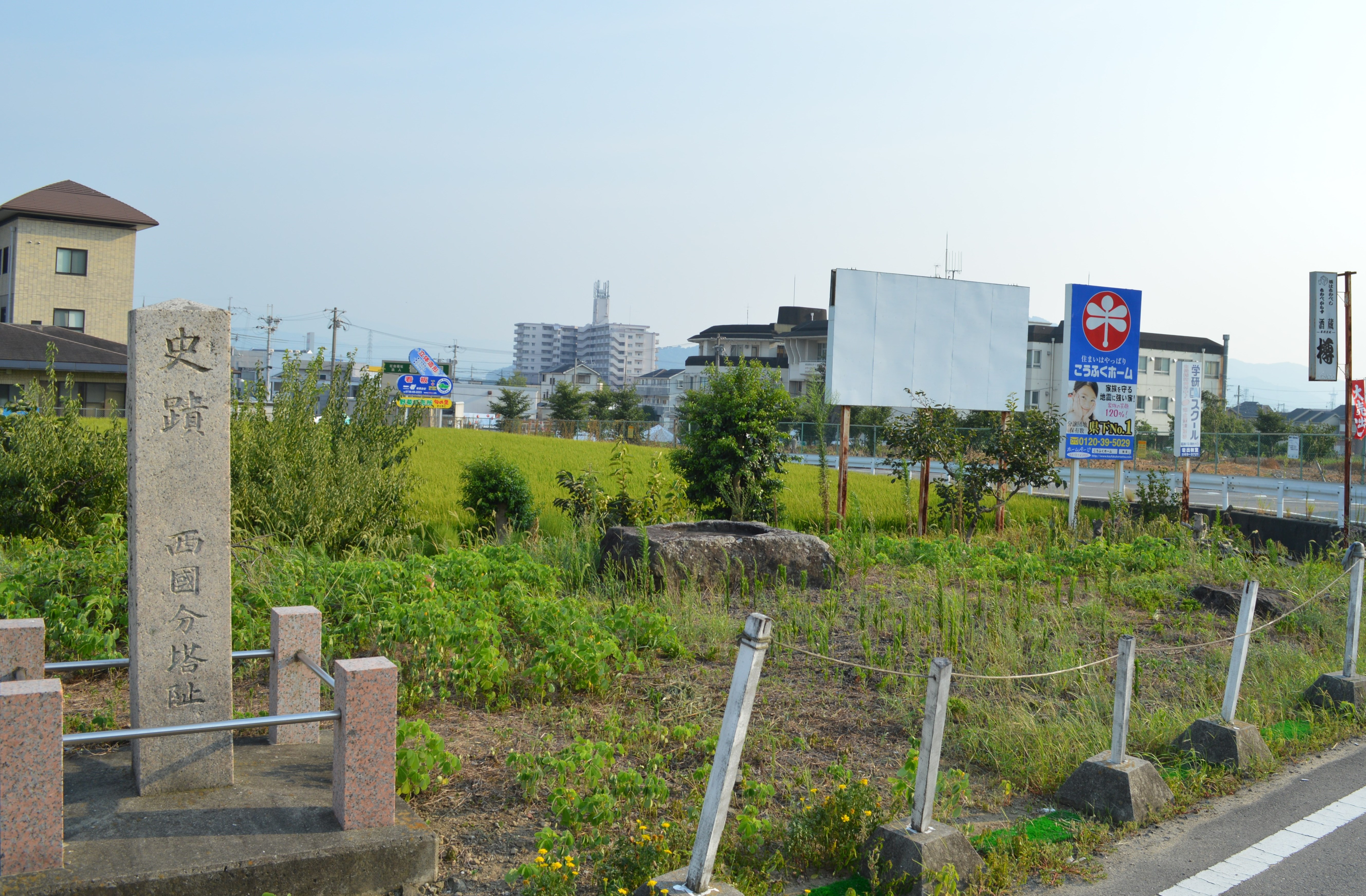
西国分塔跡（岩出市西国分）
中央に塔心礎。

一説として、僧寺の西方約800メートルに残る西国分廃寺跡（にしこくぶはいじあと、岩出市西国分）を尼寺に指摘する説がある。この廃寺には現在は塔心礎のみが残っており、「西国分塔跡」として国の史跡に指定されている。調査から塔の規模が明らかとなったほか、白鳳時代から奈良時代の寺跡であったと判明している。尼寺説においては、それまで存在したこの寺院を天平期に尼寺に転用したと推測される。

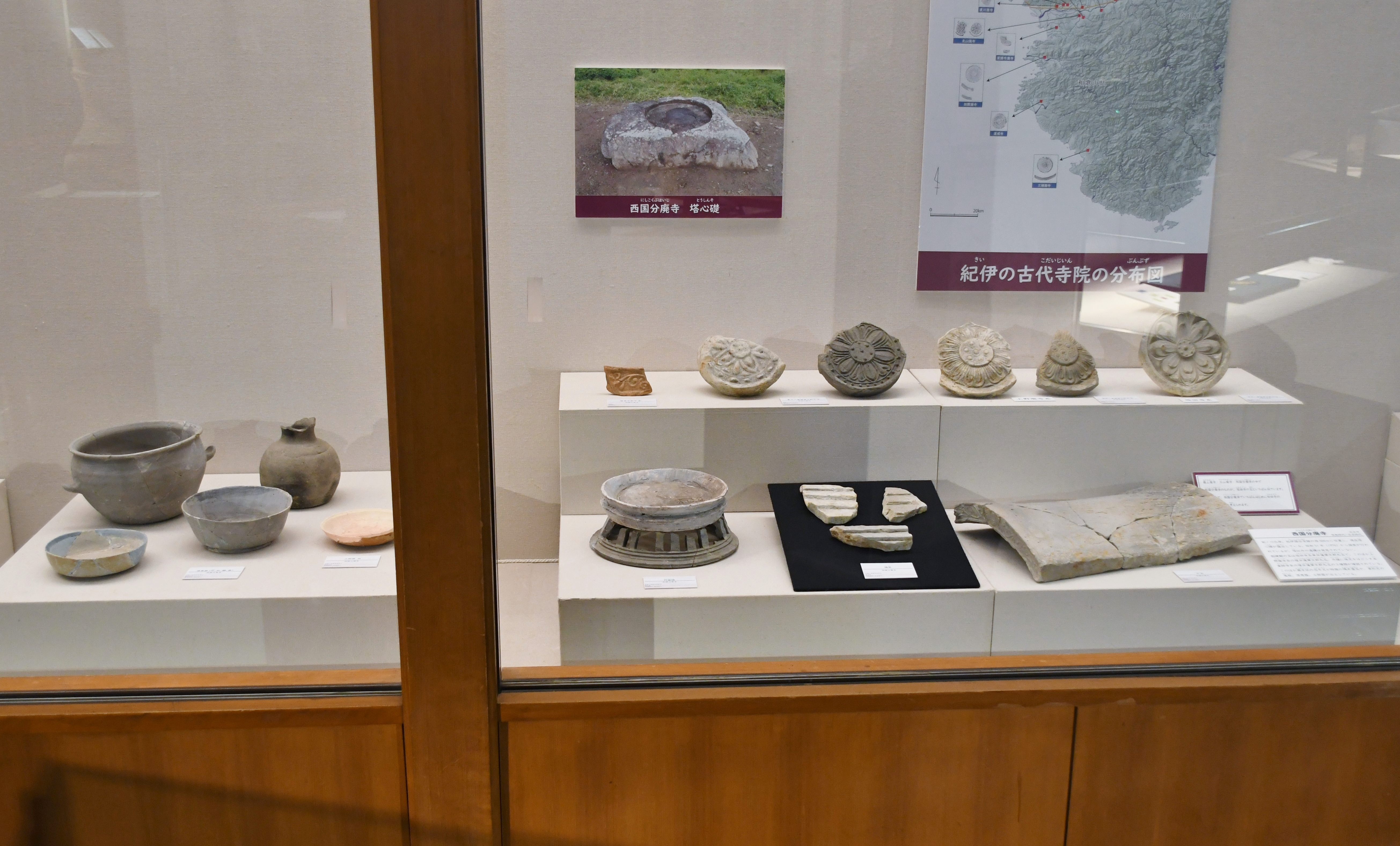
出土品 和歌山県立紀伊風土記の丘企画展示時に撮影。

- 出土品
和歌山県立紀伊風土記の丘企画展示時に撮影。

## 文化財

### 国の史跡
- 紀伊国分寺跡 - 昭和3年2月7日指定。

### 紀の川市指定有形文化財
- 本堂

## 現地情報
所在地
- 国分寺（旧・現）：和歌山県紀の川市東国分682
- 西国分塔跡（推定国分尼寺跡）：和歌山県岩出市西国分（北緯34度15分57.14秒 東経135度19分53.66秒 / 北緯34.2658722度 東経135.3315722度）

関係施設
- 紀の川市歴史民俗資料館

周辺
- 府守神社 - 付近に紀伊国府跡があったと推定される。
- 最上廃寺跡